# Humpty Dumpty
Humpty Dumpty, Roud 13026, är en gammal ramsa och senare även sång. En av den tidigaste kända varianten publicerades i Samuel Arnold's Juvenile Amusements 1797 och James William Elliott skapade melodin som publicerades i National Nursery Rhymes and Nursery Songs 1870.
Ramsan om Humpty Dumpty som faller och går sönder beskrivs ofta som en gåta om ägget.

## I populärkultur
Humpty Dumpty finns som en äggformad figur i Alice i Spegellandet där han talar med Alice om ord och dess betydelse. I den av Dolly Parton inspelade sången Starting Over Again, kan inte kungens hästar och män få makarna ur det frånskilda paret att återigen bli tillsammans. I en extravers i en variant av Abba:s On and On and On nämns också Humpty Dumptys rädsla för att falla. P.C. Jersild har skrivit en bok som heter Humpty-Dumptys fall.
Förekommer också i Cliff Richards låt Put on your dancing shoes.

### Fotnoter
1. ↑  Emily Upton (24 april 2013). ”The Origin of Humpty Dumpty” (på engelska). What I Learned Today. http://www.todayifoundout.com/index.php/2013/04/the-origin-of-humpty-dumpty/. Läst 19 september 2015.
2. ↑  Paul McGuire (26 november 2012). ”Winning the Battlefield of the Future” (på engelska). News with News. http://www.newswithviews.com/McGuire/paul149.htm. Läst 19 september 2015.
3. ↑  Bob Mendelsohn (9 september 2010). ”Starting Over” (på engelska). Jews for Jesus Australia. Arkiverad från originalet den 5 mars 2016. https://web.archive.org/web/20160305001522/http://www.jewsforjesus.org.au/docs/RH10.pdf. Läst 19 september 2015.
4. ↑  Simon Sheridan. ”The Complete Abba” (på engelska). https://books.google.se/books?id=6lu_BgAAQBAJ&pg=PT277&lpg=PT277&dq=%22Humpty+Dumpty%22+%2B+ABBA&source=bl&ots=PK0ZPexgl3&sig=WEzYHfUen8Cg2Mx5dsb_c2wHHgg&hl=sv&sa=X&ved=0CFoQ6AEwCGoVChMIxJvElteDyAIVSG8UCh34VwkK#v=onepage&q&f=false. Läst 19 september 2015.